# 10296 Rominadisisto
10296 Rominadisisto eller 1988 RQ12 är en asteroid i huvudbältet som upptäcktes den 14 september 1988 av den amerikanska astronomen Schelte J. Bus vid Palomarobservatoriet. Den är uppkallad efter astronomen Romina Paula Di Sisto.
Asteroiden har en diameter på ungefär 14 kilometer och den tillhör asteroidgruppen Hilda.